# Bogna Sobiech
Bogna Sobiech (tidligere: Dybul: født den 25. marts 1990 i Chorzów, Polen) er en kvindelig polsk håndboldspiller som spiller for Borussia Dortmund Handball og Polens kvindehåndboldlandshold.